# Рибний Потік
Рибний Потік [пол. Rybny Potok (dopływ Soły)] — річка в Польщі, у Живецькому повіті Сілезького воєводства. Ліва притока Соли, (басейн Балтійського моря).

## Опис
Довжина річки приблизно 7,92 км, найкоротша відстань між витоком і гирлом — 6,84 км, коефіцієнт звивистості річки — 1,16.

## Розташування
Бере початок між селами Радзехова та Твардожечка. Тече переважно на північний схід і неподалік від пивоварного заводу «Живець» у місті Живець впадає в річку Солу, праву притоку Вісли.

## Цікавий факт
- У пригирловій частині річки на лівому березі неподалік розташований Музей технологій пивоварного заводу «Живець».[1]